# Анюков, Александр Геннадьевич
Алекса́ндр Генна́дьевич Анюко́в (род. 28 сентября 1982[…], Куйбышев) — российский футболист и тренер.  В настоящее время — ассистент главного тренера «Зенита».
Пятикратный чемпион России в составе «Зенита», четырёхкратный обладатель Суперкубка России, двукратный обладатель Кубка России, обладатель Кубка УЕФА и Суперкубка УЕФА (2008). Бронзовый призёр чемпионата Европы 2008 года.  Заслуженный мастер спорта России (2008).

## Биография
Родом из Куйбышева (ныне — Самара). Его родители из чувашской деревни Мартыновка Похвистневского района в Самарской области.
Футболом начал заниматься вслед за своим старшим братом Алексеем («Лада-СОК», «Юнит»). В шесть лет начал посещать футбольную секцию. В составе «Самарца» был чемпионом российской детской футбольной лиги в 1994 и 1995 году. Сезон 2000 года начал во втором дивизионе в составе «Крыльев Советов-2» (18 матчей, 1 гол), выступая на позиции либеро. С этого сезона защитник приглянулся Александру Тарханову и стал тренироваться с основным составом самарского клуба, а 10 сентября 2000 года впервые сыграл в главной команде в матче Кубка России против сочинской «Жемчужины» (1:0). В чемпионате дебютировал 14 октября 2000 года в матче «Крылья Советов» — «Зенит» (0:1). За самарский клуб провёл 71 матч чемпионата России, забил 3 гола.
В июле 2005 года перешёл в петербургский «Зенит», главным тренером которого был Властимил Петржела, за 3 млн евро, когда самарский клуб находился в кризисной ситуации. Уговоры руководства и личные обращения вице-губернатора к игроку не поколебали желания сменить обстановку и переехать в Петербург, хотя до этого почти договорился о переходе в московское «Динамо».
30 августа 2018 года провёл свой 100-й матч в еврокубковых турнирах за «Зенит», что является рекордным показателем клуба.
Летом 2018 года, после ухода из «Зенита» Доминико Кришито, уже в третий раз стал капитаном команды.
Летом 2019 года вошёл в тренерский штаб Сергея Семака в качестве помощника главного тренера. Соглашение было рассчитано на один год и предусматривало возможность продления.
13 июля было объявлено о возвращении Анюкова в «Крылья Советов» в качестве игрока на правах аренды. Переход состоялся по просьбе отца, являвшегося болельщиком этой команды. 28 мая 2020 года Александр Анюков заявил об окончании игровой карьеры.

### Сборная России
Выступал за юношескую и молодёжную сборные России, в 2004—2013 играл за главную команду. На чемпионате Европы 2008 сыграл во всех пяти матчах сборной России. Отдал две голевые передачи. Единственный гол забил 8 июня 2005 — открыл счёт в гостевом товарищеском матче со сборной Германии (2:2). Завершил выступление за сборную из-за «эмоций» между ним и главным тренером Фабио Капелло. На предложение вернуться от Леонида Слуцкого ответил отказом

## Достижения

### Командные
«Крылья Советов»
- Бронзовый призёр чемпионата России: 2004

«Зенит»
- Чемпион России (5): 2007, 2010, 2011/12, 2014/15, 2018/19
- Обладатель Кубка России (2): 2009/10, 2015/16
- Обладатель Суперкубка России (4): 2008, 2011, 2015, 2016
- Обладатель Кубка УЕФА: 2007/08
- Обладатель Суперкубка УЕФА: 2008
- Серебряный призёр чемпионата России (2): 2012/13, 2013/14
- Бронзовый призёр чемпионата России (3): 2009, 2015/16, 2016/17

Сборная России
- Бронзовый призёр чемпионата Европы: 2008

### Личные
- В списках 33 лучших футболистов чемпионата России (9): № 1 (2008, 2009, 2010, 2011/2012, 2012/2013); № 2 (2005, 2006, 2007); № 3 (2004)
- Член Клуба Игоря Нетто: 2010
- Член клуба гвардейцев «Зенита»[13]
- Самый полезный игрок России по версии РФС: 2010
- Жюри конкурса «Чемпионату России по футболу-20 лет» признан лучшим правым защитником российских чемпионатов 1992—2012 годов[14]

### Награды
- Заслуженный мастер спорта России (25 декабря 2008) — за заслуги в области физической культуры и спорта[15]

## Статистика выступлений

### Клубная
| Выступление      | Выступление                    | Выступление      | Лига | Лига | Кубок | Кубок | Еврокубки | Еврокубки | Итого | Итого |
| Клуб             | Лига                           | Сезон            | Игры | Голы | Игры  | Голы  | Игры      | Голы      | Игры  | Голы  |
| ---------------- | ------------------------------ | ---------------- | ---- | ---- | ----- | ----- | --------- | --------- | ----- | ----- |
| Крылья Советов-2 | Второй дивизион                | 2000             | 18   | 1    | —     | —     | —         | —         | 18    | 1     |
| Крылья Советов-2 | Итого                          | Итого            | 18   | 1    | —     | —     | —         | —         | 18    | 1     |
| Крылья Советов   | Высший дивизион / Премьер-лига | 2000             | 4    | 0    | 2     | 1     | —         | —         | 6     | 1     |
| Крылья Советов   | Высший дивизион / Премьер-лига | 2001             | 3    | 0    | 2     | 0     | —         | —         | 5     | 0     |
| Крылья Советов   | Высший дивизион / Премьер-лига | 2002             | 2    | 1    | 1     | 0     | —         | —         | 3     | 1     |
| Крылья Советов   | Высший дивизион / Премьер-лига | 2003             | 18   | 0    | 3     | 0     | —         | —         | 21    | 0     |
| Крылья Советов   | Высший дивизион / Премьер-лига | 2004             | 29   | 2    | 8     | 0     | —         | —         | 37    | 2     |
| Крылья Советов   | Высший дивизион / Премьер-лига | 2005             | 15   | 0    | 4     | 0     | —         | —         | 19    | 0     |
| Крылья Советов   | Высший дивизион / Премьер-лига | 2019/20          | 18   | 0    | —     | —     | —         | —         | 18    | 0     |
| Крылья Советов   | Итого                          | Итого            | 89   | 3    | 20    | 1     | —         | —         | 109   | 4     |
| Зенит (СПб)      | Премьер-лига                   | 2005             | 12   | 1    | 1     | 0     | 8         | 0         | 21    | 1     |
| Зенит (СПб)      | Премьер-лига                   | 2006             | 25   | 1    | 6     | 0     | 6         | 0         | 37    | 1     |
| Зенит (СПб)      | Премьер-лига                   | 2007             | 22   | 2    | 6     | 0     | 8         | 0         | 36    | 2     |
| Зенит (СПб)      | Премьер-лига                   | 2008             | 26   | 3    | 1     | 0     | 15        | 1         | 42    | 4     |
| Зенит (СПб)      | Премьер-лига                   | 2009             | 27   | 1    | 2     | 0     | 5         | 0         | 34    | 1     |
| Зенит (СПб)      | Премьер-лига                   | 2010             | 27   | 1    | 3     | 0     | 6         | 0         | 36    | 1     |
| Зенит (СПб)      | Премьер-лига                   | 2011/12          | 37   | 1    | 5     | 0     | 11        | 0         | 53    | 1     |
| Зенит (СПб)      | Премьер-лига                   | 2012/13          | 22   | 1    | 4     | 0     | 9         | 0         | 35    | 1     |
| Зенит (СПб)      | Премьер-лига                   | 2013/14          | 14   | 0    | 2     | 0     | 6         | 0         | 22    | 0     |
| Зенит (СПб)      | Премьер-лига                   | 2014/15          | 17   | 0    | 2     | 0     | 9         | 0         | 28    | 0     |
| Зенит (СПб)      | Премьер-лига                   | 2015/16          | 15   | 0    | 3     | 0     | 7         | 0         | 25    | 0     |
| Зенит (СПб)      | Премьер-лига                   | 2016/17          | 10   | 0    | 2     | 0     | 4         | 0         | 16    | 0     |
| Зенит (СПб)      | Премьер-лига                   | 2017/18          | 1    | 0    | 1     | 0     | 2         | 0         | 4     | 0     |
| Зенит (СПб)      | Премьер-лига                   | 2018/19          | 16   | 0    | 2     | 1     | 10        | 0         | 28    | 1     |
| Зенит (СПб)      | Итого                          | Итого            | 271  | 11   | 40    | 1     | 106       | 1         | 417   | 13    |
| Зенит-2          | ФНЛ                            | 2017/18          | 6    | 1    | —     | —     | —         | —         | 6     | 1     |
| Зенит-2          | Итого                          | Итого            | 6    | 1    | —     | —     | —         | —         | 6     | 1     |
| Всего за карьеру | Всего за карьеру               | Всего за карьеру | 384  | 16   | 60    | 2     | 106       | 1         | 550   | 19    |

### Матчи за сборную России
| Матчи Анюкова за сборную России | Матчи Анюкова за сборную России | Матчи Анюкова за сборную России | Матчи Анюкова за сборную России | Матчи Анюкова за сборную России | Матчи Анюкова за сборную России |
| №                               | Дата                            | Оппонент                        | Счёт                            | Голы Анюкова                    | Соревнование                    |
| ------------------------------- | ------------------------------- | ------------------------------- | ------------------------------- | ------------------------------- | ------------------------------- |
| 1                               | 25 мая 2004                     | Австрия                         | 0:0                             | —                               | Товарищеский матч               |
| 2                               | 20 июня 2004                    | Греция                          | 2:1                             | —                               | Финальные матчи ЧЕ-2004         |
| 3                               | 18 августа 2004                 | Литва                           | 4:3                             | —                               | Товарищеский матч               |
| 4                               | 4 сентября 2004                 | Словакия                        | 1:1                             | —                               | Отборочные матчи ЧМ-2006        |
| 5                               | 9 октября 2004                  | Люксембург                      | 4:0                             | —                               | Отборочные матчи ЧМ-2006        |
| 6                               | 13 октября 2004                 | Португалия                      | 1:7                             | —                               | Отборочные матчи ЧМ-2006        |
| 7                               | 9 февраля 2005                  | Италия                          | 0:2                             | —                               | Товарищеский матч               |
| 8                               | 4 июня 2005                     | Латвия                          | 2:0                             | —                               | Отборочные матчи ЧМ-2006        |
| 9                               | 8 июня 2005                     | Германия                        | 2:2                             | 1                               | Товарищеский матч               |
| 10                              | 3 сентября 2005                 | Лихтенштейн                     | 2:0                             | —                               | Отборочные матчи ЧМ-2006        |
| 11                              | 7 сентября 2005                 | Португалия                      | 0:0                             | —                               | Отборочные матчи ЧМ-2006        |
| 12                              | 8 октября 2005                  | Люксембург                      | 5:1                             | —                               | Отборочные матчи ЧМ-2006        |
| 13                              | 12 октября 2005                 | Словакия                        | 0:0                             | —                               | Отборочные матчи ЧМ-2006        |
| 14                              | 1 марта 2006                    | Бразилия                        | 0:1                             | —                               | Товарищеский матч               |
| 15                              | 27 мая 2006                     | Испания                         | 0:0                             | —                               | Товарищеский матч               |
| 16                              | 16 августа 2006                 | Латвия                          | 1:0                             | —                               | Товарищеский матч               |
| 17                              | 6 сентября 2006                 | Хорватия                        | 0:0                             | —                               | Отборочные матчи ЧЕ-2008        |
| 18                              | 7 октября 2006                  | Израиль                         | 1:1                             | —                               | Отборочные матчи ЧЕ-2008        |
| 19                              | 11 октября 2006                 | Эстония                         | 2:0                             | —                               | Отборочные матчи ЧЕ-2008        |
| 20                              | 7 февраля 2007                  | Нидерланды                      | 1:4                             | —                               | Товарищеский матч               |
| 21                              | 24 марта 2007                   | Эстония                         | 2:0                             | —                               | Отборочные матчи ЧЕ-2008        |
| 22                              | 2 июня 2007                     | Андорра                         | 4:0                             | —                               | Отборочные матчи ЧЕ-2008        |
| 23                              | 6 июня 2007                     | Хорватия                        | 0:0                             | —                               | Отборочные матчи ЧЕ-2008        |
| 24                              | 22 августа 2007                 | Польша                          | 2:2                             | —                               | Товарищеский матч               |
| 25                              | 8 сентября 2007                 | Македония                       | 3:0                             | —                               | Отборочные матчи ЧЕ-2008        |
| 26                              | 12 сентября 2007                | Англия                          | 0:3                             | —                               | Отборочные матчи ЧЕ-2008        |
| 27                              | 17 октября 2007                 | Англия                          | 2:1                             | —                               | Отборочные матчи ЧЕ-2008        |
| 28                              | 17 ноября 2007                  | Израиль                         | 1:2                             | —                               | Отборочные матчи ЧЕ-2008        |
| 29                              | 21 ноября 2007                  | Андорра                         | 1:0                             | —                               | Отборочные матчи ЧЕ-2008        |
| 30                              | 26 марта 2008                   | Румыния                         | 0:3                             | —                               | Товарищеский матч               |
| 31                              | 23 мая 2008                     | Казахстан                       | 6:0                             | —                               | Товарищеский матч               |
| 32                              | 28 мая 2008                     | Сербия                          | 2:1                             | —                               | Товарищеский матч               |
| 33                              | 10 июня 2008                    | Испания                         | 1:4                             | —                               | Финальные матчи ЧЕ-2008         |
| 34                              | 14 июня 2008                    | Греция                          | 1:0                             | —                               | Финальные матчи ЧЕ-2008         |
| 35                              | 18 июня 2008                    | Швеция                          | 2:0                             | —                               | Финальные матчи ЧЕ-2008         |
| 36                              | 21 июня 2008                    | Нидерланды                      | 3:1                             | —                               | Финальные матчи ЧЕ-2008         |
| 37                              | 26 июня 2008                    | Испания                         | 0:3                             | —                               | Финальные матчи ЧЕ-2008         |
| 38                              | 10 сентября 2008                | Уэльс                           | 2:1                             | —                               | Отборочные матчи ЧМ-2010        |
| 39                              | 11 октября 2008                 | Германия                        | 1:2                             | —                               | Отборочные матчи ЧМ-2010        |
| 40                              | 15 октября 2008                 | Финляндия                       | 3:0                             | —                               | Отборочные матчи ЧМ-2010        |
| 41                              | 28 марта 2009                   | Азербайджан                     | 2:0                             | —                               | Отборочные матчи ЧМ-2010        |
| 42                              | 1 апреля 2009                   | Лихтенштейн                     | 1:0                             | —                               | Отборочные матчи ЧМ-2010        |
| 43                              | 12 августа 2009                 | Аргентина                       | 2:3                             | —                               | Товарищеский матч               |
| 44                              | 5 сентября 2009                 | Лихтенштейн                     | 3:0                             | —                               | Отборочные матчи ЧМ-2010        |
| 45                              | 9 сентября 2009                 | Уэльс                           | 3:1                             | —                               | Отборочные матчи ЧМ-2010        |
| 46                              | 10 октября 2009                 | Германия                        | 0:1                             | —                               | Отборочные матчи ЧМ-2010        |
| 47                              | 14 ноября 2009                  | Словения                        | 2:1                             | —                               | Отборочные матчи ЧМ-2010        |
| 48                              | 18 ноября 2009                  | Словения                        | 0:1                             | —                               | Отборочные матчи ЧМ-2010        |
| 49                              | 3 марта 2010                    | Венгрия                         | 1:1                             | —                               | Товарищеский матч               |
| 50                              | 11 августа 2010                 | Болгария                        | 1:0                             | —                               | Товарищеский матч               |
| 51                              | 3 сентября 2010                 | Андорра                         | 2:0                             | —                               | Отборочные матчи ЧЕ-2012        |
| 52                              | 7 сентября 2010                 | Словакия                        | 0:1                             | —                               | Отборочные матчи ЧЕ-2012        |
| 53                              | 8 октября 2010                  | Ирландия                        | 3:2                             | —                               | Отборочные матчи ЧЕ-2012        |
| 54                              | 12 октября 2010                 | Македония                       | 1:0                             | —                               | Отборочные матчи ЧЕ-2012        |
| 55                              | 9 февраля 2011                  | Иран                            | 0:1                             | —                               | Товарищеский матч               |
| 56                              | 29 марта 2011                   | Катар                           | 1:1                             | —                               | Товарищеский матч               |
| 57                              | 4 июня 2011                     | Армения                         | 3:1                             | —                               | Отборочные матчи ЧЕ-2012        |
| 58                              | 10 августа 2011                 | Сербия                          | 1:0                             | —                               | Товарищеский матч               |
| 59                              | 2 сентября 2011                 | Македония                       | 1:0                             | —                               | Отборочные матчи ЧЕ-2012        |
| 60                              | 6 сентября 2011                 | Ирландия                        | 0:0                             | —                               | Отборочные матчи ЧЕ-2012        |
| 61                              | 7 октября 2011                  | Словакия                        | 1:0                             | —                               | Отборочные матчи ЧЕ-2012        |
| 62                              | 11 ноября 2011                  | Греция                          | 1:1                             | —                               | Товарищеский матч               |
| 63                              | 29 февраля 2012                 | Дания                           | 2:0                             | —                               | Товарищеский матч               |
| 64                              | 25 мая 2012                     | Уругвай                         | 1:1                             | —                               | Товарищеский матч               |
| н/о                             | 29 мая 2012                     | Литва                           | 0:0                             | —                               | Товарищеский матч               |
| 65                              | 8 июня 2012                     | Чехия                           | 4:1                             | —                               | Финальные матчи ЧЕ-2012         |
| 66                              | 12 июня 2012                    | Польша                          | 1:1                             | —                               | Финальные матчи ЧЕ-2012         |
| 67                              | 16 июня 2012                    | Греция                          | 0:1                             | —                               | Финальные матчи ЧЕ-2012         |
| 68                              | 15 августа 2012                 | Кот-д’Ивуар                     | 1:1                             | —                               | Товарищеский матч               |
| 69                              | 7 сентября 2012                 | Северная Ирландия               | 2:0                             | —                               | Отборочные матчи ЧМ-2014        |
| 70                              | 11 сентября 2012                | Израиль                         | 4:0                             | —                               | Отборочные матчи ЧМ-2014        |
| 71                              | 12 октября 2012                 | Португалия                      | 1:0                             | —                               | Отборочные матчи ЧМ-2014        |
| 72                              | 14 ноября 2012                  | США                             | 2:2                             | —                               | Товарищеский матч               |
| 73                              | 6 февраля 2013                  | Исландия                        | 2:0                             | —                               | Товарищеский матч               |
| 74                              | 25 марта 2013                   | Бразилия                        | 1:1                             | —                               | Товарищеский матч               |
| 75                              | 7 июня 2013                     | Португалия                      | 0:1                             | —                               | Отборочные матчи ЧМ-2014        |
| 76                              | 14 августа 2013                 | Северная Ирландия               | 0:1                             | —                               | Отборочные матчи ЧМ-2014        |

Итого по официальным матчам: 76 матчей / 1 гол; 39 побед, 19 ничьих, 18 поражений.